# Cimaco

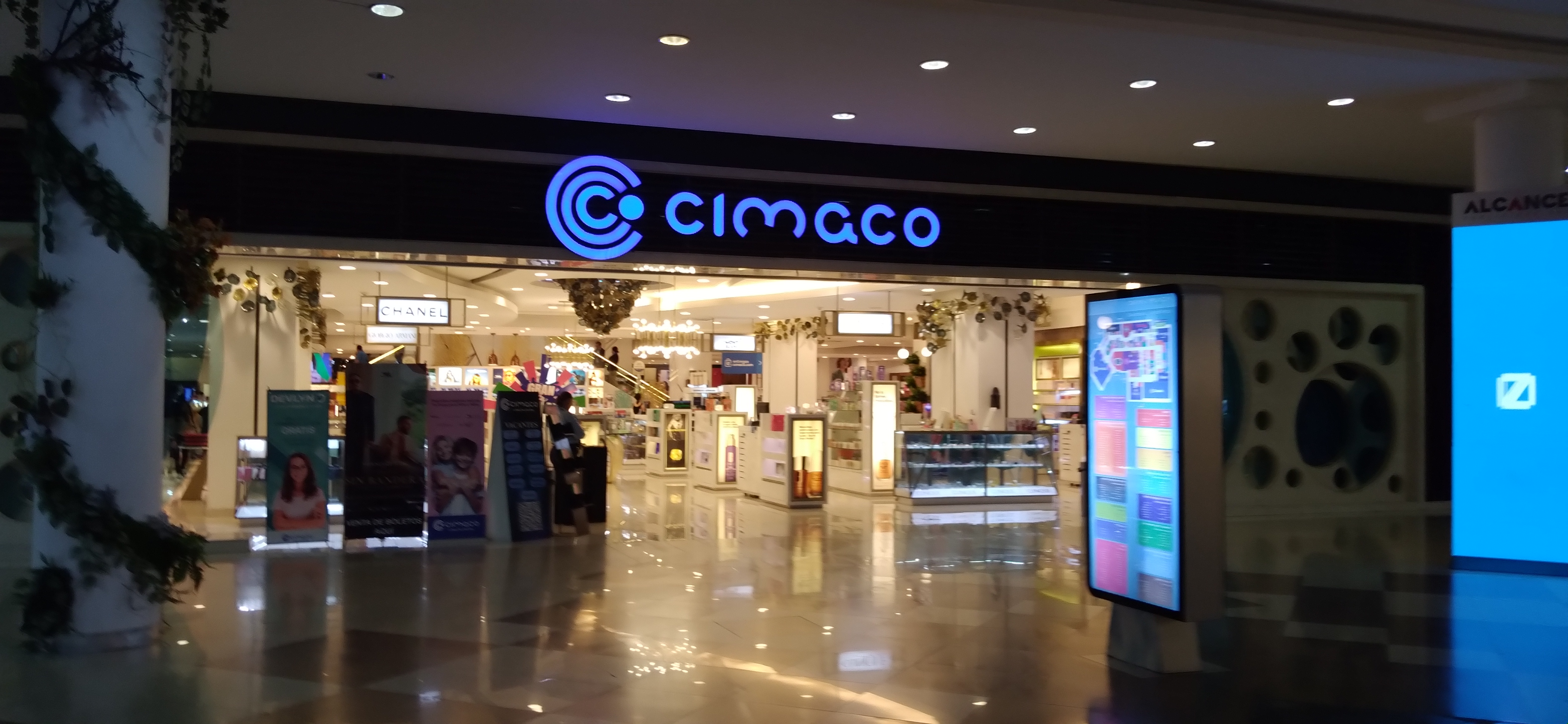
Cimaco in winkelcentrum Gran Plaza, Mazatlán

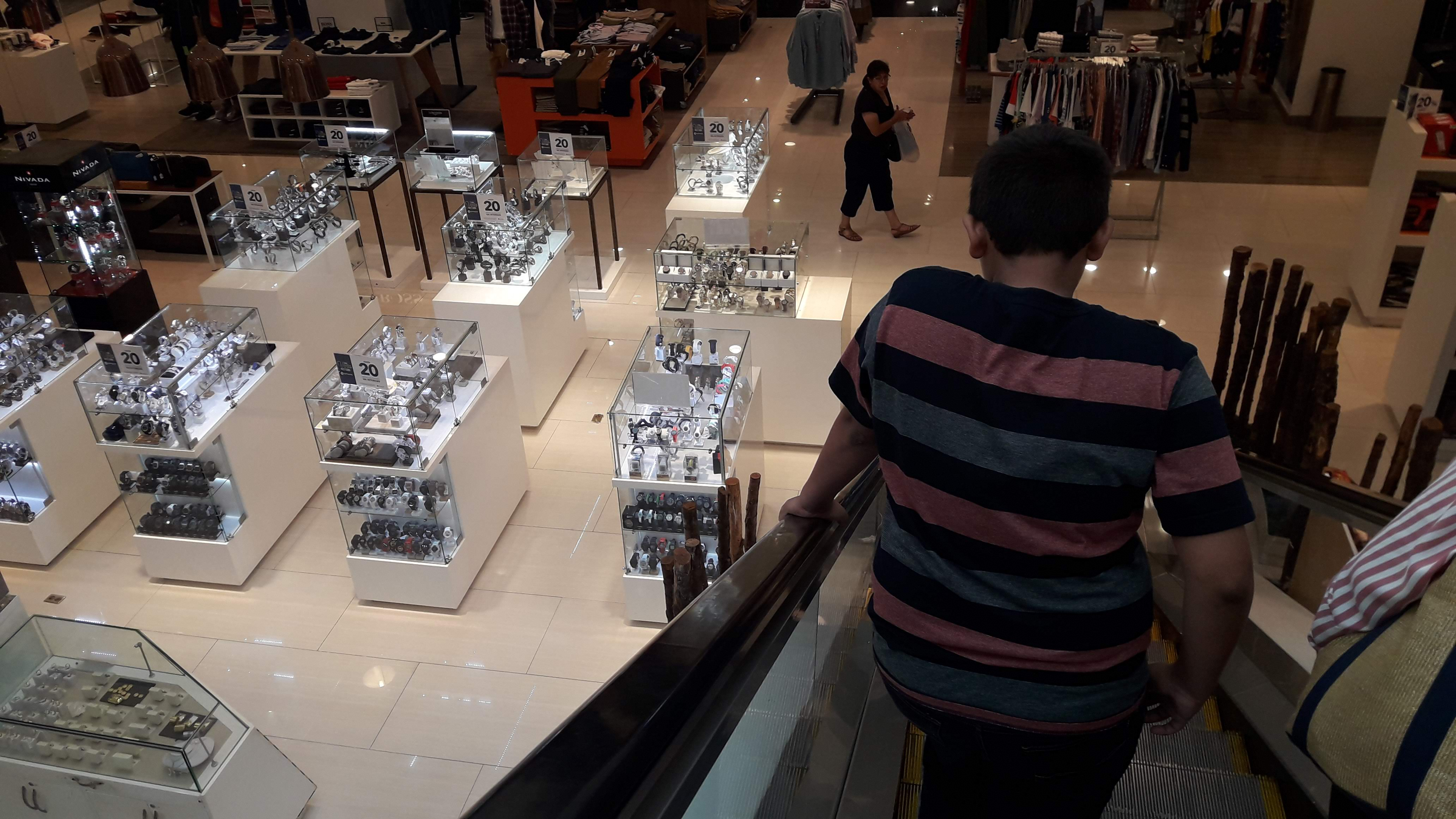
Interieur van Cimaco in Mazatlán

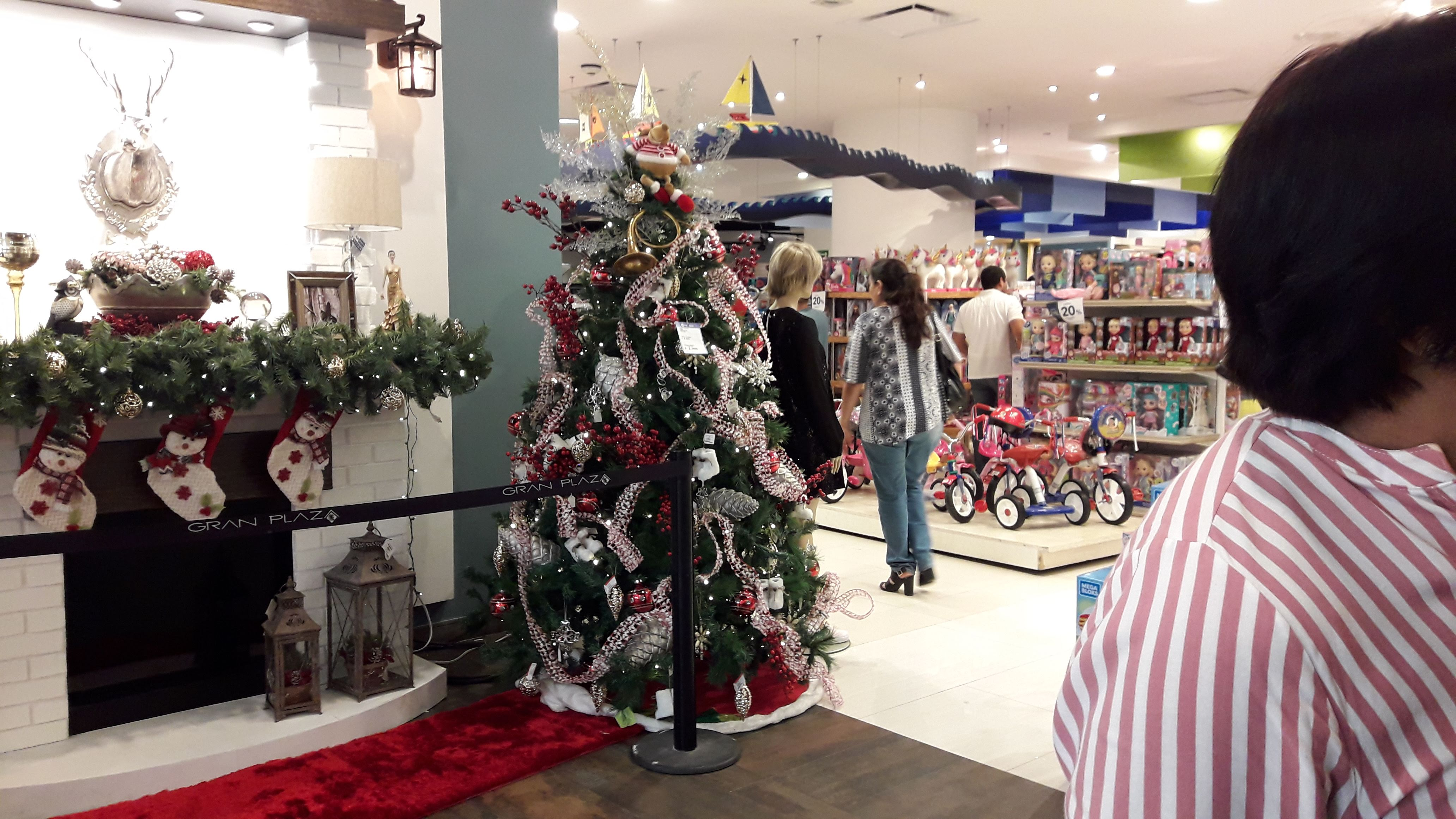
Kerstversiering in Cimaco inMazatlán

Cimaco is een regionale warenhuisketen in het noorden van Mexico. De keten werd in 1930 opgericht in de stad Torreón, in de staat Coahuila. Het warenhuis heeft ook filialen in de staten Chihuahua en Sinaloa.

## Geschiedenis
De geschiedenis van Cimaco voert terug tot de oprichting van de Laguna Radio Company. Deze winkel werd op 1 september 1930 opgericht door Carlos Issa Marcos en zijn neef Elías Murra Marcos. De winkel bevond zich op de hoek van de Avenida Juárez en de Calle Rodríguez in het centrum van Torreón. De winkel profiteerde van de opkomst van de radio en bood de nieuwste techniek op het gebied van radioapparatuur. In de loop der tijd werd het assortiment uitgebreid met witgoed (huishoudelijke apparaten), reserveonderdelen, banden en andere categorieën.
In 1938 werd de Laguna Radio Company geherstructureerd onder de nieuwe naam Compañía Comercial Cimaco SA.
In 1948 opende Cimaco een nieuwe winkel op de hoek van de Avenida Hidalgo en Calle Ramón Corona, die nog steeds in bedrijf is. Cimaco Hidalgo had het vloeroppervlak, de functionaliteit en het comfort dat Cimaco dringend nodig had. Bij de opening had de winkel een vloeroppervlak van 2.475 m² en werd nadien uitgebreid tot het hele blok. Het pand is verschillende keren gerenoveerd en opnieuw ingericht; roltrappen werden toegevoegd en twee parkeergarages. 
In 1980 vierde Cimaco zijn 50-jarig jubileum en kondigde de bouw aan van een nieuw magazijn en distributiecentrum van 18.000 m², dat in oktober 1981 werd geopend. Het distributiecentrum zorgt voor de ontvangst, etikettering, opslag en logistiek van goederen voor de winkels van Grupo Cimaco. 

## Winkels
| Jaar geopend     | Naam                        | Plaats                                                           | Stad               | Oppervlakte m²                            | Niveaus |
| ---------------- | --------------------------- | ---------------------------------------------------------------- | ------------------ | ----------------------------------------- | ------- |
| 1938             | Cimaco Hidalgo              | Hidalgo en Corona, Binnenstad                                    | Torreón, Coahuila  | 13.000 (verkoopoppervlakte van 10.000 m²) |         |
| 20 november 1986 | Cimaco Juárez, Chihuahua    | bij Plaza-winkelcentrum                                          | Ciudad Juarez      | 4.000                                     |         |
| 28 november 2001 | Cimaco Plaza Cuatro Caminos | Plaza Cuatro Caminos                                             | Torreón, Coahuila  | 21.000                                    | 3       |
| 2007             | Cimaco Saltillo             | Plaza Commerciële Patio                                          | Saltillo, Coahuila | 8.500                                     | 2       |
| 2013             | Cimaco Mazatlán             | Gran Plaza                                                       | Mazatlán, Sinaloa  | 13.000 (verkoopoppervlakte 10.000)        |         |
| 22 november 2018 | Cimaco Monclova             | Paseo Monclova                                                   | Monclova, Coahuila | 9.500 (verkoopoppervlakte)                | 2       |
| 21 oktober 2021  | Cimaco Culiacán             | Blvd. Pedro Infante, Staatscongres waartoe de nieuwe tak behoort | Culiacán, Sinaloa  |                                           |         |